# Taguahelix
Taguahelix is een geslacht van weekdieren uit de klasse van de Gastropoda (slakken).

## Soorten
- Taguahelix antipodensis (Powell, 1955)
- Taguahelix campbellica (Filhol, 1880)
- Taguahelix crispata Climo & Goulstone, 1993
- Taguahelix delicatula (Powell, 1955)
- Taguahelix elaiodes (Webster, 1904)
- Taguahelix francesci (Webster, 1904)
- Taguahelix hirsuta (Powell, 1955)
- Taguahelix subantarctica (Suter, 1909)